# GeForce
GeForce là một thương hiệu của các đơn vị xử lý đồ họa (GPU) được thiết kế bởi NVIDIA. Kể từ loạt GeForce 30, đã có mười bảy lần lặp lại thiết kế. Các sản phẩm GeForce đầu tiên là các GPU rời được thiết kế cho các bo mạch đồ họa bổ sung, dành cho thị trường trò chơi PC có lợi nhuận cao và sau đó đa dạng hóa dòng sản phẩm bao phủ tất cả các tầng của thị trường đồ họa PC, từ các GPU nhạy cảm được tích hợp trên bo mạch chủ, để bảng bổ trợ bán lẻ chính. Gần đây nhất, công nghệ GeForce đã được đưa vào dòng bộ xử lý ứng dụng nhúng của Nvidia, được thiết kế cho thiết bị cầm tay điện tử và thiết bị cầm tay di động.
Đối với các GPU rời, được tìm thấy trong các bo mạch đồ họa bổ sung, GPU GeForce và Radeon của AMD là những đối thủ duy nhất còn lại trong thị trường cao cấp. Cùng với đối thủ gần nhất là AMD Radeon, kiến trúc GeForce đang hướng tới đơn vị xử lý đồ họa đa năng (GPGPU). GPGPU dự kiến sẽ mở rộng chức năng GPU vượt ra ngoài việc rasterization đồ họa 3D truyền thống, để biến nó thành một thiết bị điện toán hiệu năng cao có thể thực thi mã lập trình tùy ý theo cách tương tự như CPU, nhưng với các thế mạnh khác nhau (thực hiện song song các phép tính đơn giản) và điểm yếu (hiệu suất kém hơn đối với mã ra quyết định phức tạp).

## Các thế hệ vi xử lý đồ họa

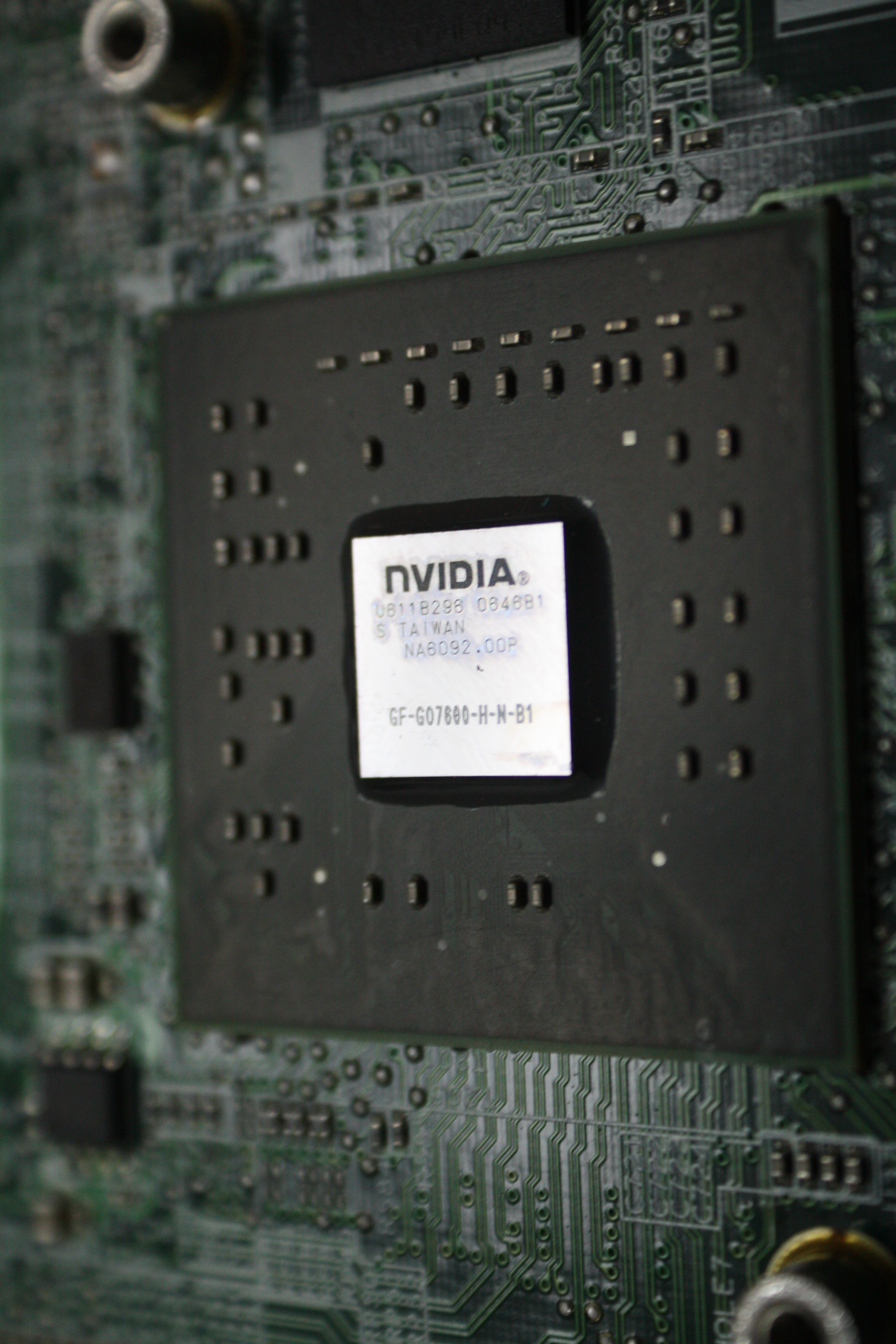
GeForce chip integrated on a laptop motherboard.

### GeForce 256
Ra mắt vào ngày 31 tháng 8 năm 1999, GeForce 256 (NV10) là chip đồ họa PC cấp độ người tiêu dùng đầu tiên được chuyển đổi với phần cứng, ánh sáng và bóng mờ mặc dù các trò chơi 3D sử dụng tính năng này không xuất hiện cho đến sau này. Các bo mạch GeForce 256 ban đầu được vận chuyển với bộ nhớ SDR SDRAM và các bo mạch sau được vận chuyển với bộ nhớ DDR SDRAM nhanh hơn.

### GeForce 2 series
Ra mắt vào tháng 4 năm 2000, GeForce2 (NV15) là dòng chip đồ họa đầu tiên với hiệu năng cao khác. Nvidia đã chuyển sang thiết kế bộ xử lý kết cấu đôi trên mỗi đường ống (4x2), tăng gấp đôi tỷ lệ lấp đầy kết cấu trên mỗi đồng hồ so với GeForce 256. Sau đó, Nvidia đã phát hành GeForce2 MX (NV11), cung cấp hiệu năng tương tự GeForce 256 nhưng với chi phí chỉ bằng một phần nhỏ. MX là một giá trị hấp dẫn trong phân khúc thị trường tầm trung / thấp và được các nhà sản xuất và người dùng OEM sử dụng phổ biến. GeForce 2 Ultra là model cao cấp trong sê-ri này.

### GeForce 3 series
Ra mắt vào tháng 2 năm 2001, GeForce3 (NV20) đã giới thiệu các trình tạo bóng Vertex and pixel shaders để lập trình cho dòng GeForce nhằm tăng tốc đồ họa ở mức tiêu dùng. Nó có hiệu suất tổng thể tốt và hỗ trợ đổ bóng, khiến nó trở nên phổ biến với những người đam mê mặc dù nó không bao giờ đạt đến mức giá tầm trung. Các NV2A phát triển cho Microsoft Xbox game console là một dẫn xuất của GeForce 3.

### GeForce 4 series
Ra mắt vào tháng 2 năm 2002, GeForce4 Ti (NV25) cao cấp lúc bấy giờ chủ yếu là một sản phẩm tinh chỉnh cho GeForce3. Những tiến bộ lớn nhất bao gồm cải tiến khả năng khử răng cưa, bộ điều khiển bộ nhớ được cải thiện, bộ tạo bóng đỉnh thứ hai và giảm kích thước quy trình sản xuất để tăng tốc độ xung nhịp. Một thành viên khác trong gia đình GeForce 4, ngân sách GeForce4 MX, được dựa trên GeForce2, với việc bổ sung một số tính năng từ GeForce4 Ti. Nó nhắm mục tiêu phân khúc giá trị của thị trường và thiếu các shader pixel. Hầu hết các mô hình này đã sử dụng giao diện AGP 4 ×, nhưng một số ít đã bắt đầu chuyển sang AGP 8 ×.

### GeForce FX series
Ra mắt vào năm 2003, GeForce FX (NV30) là một sự thay đổi lớn về kiến trúc so với những người tiền nhiệm của nó. GPU được thiết kế không chỉ để hỗ trợ đặc tả Shader Model 2 mới mà còn hoạt động tốt trên các tựa game cũ. Tuy nhiên, các mẫu ban đầu như GeForce FX 5800 Ultra phải chịu hiệu suất đổ bóng điểm yếu yếu và nhiệt độ quá cao đòi hỏi các giải pháp làm mát hai khe cực kỳ ồn ào. Các sản phẩm trong sê-ri này mang số mô hình 5000, vì đây là thế hệ thứ năm của GeForce, mặc dù Nvidia đã bán các thẻ dưới dạng GeForce FX thay vì GeForce 5 để thể hiện "bình minh của kết xuất điện ảnh".

### GeForce 6 series
Ra mắt vào tháng 4 năm 2004, GeForce 6 (NV40) đã thêm hỗ trợ Shader Model 3.0 cho gia đình GeForce, đồng thời sửa lỗi hiệu năng đổ bóng điểm nổi yếu của người tiền nhiệm. Nó cũng thực hiện hình ảnh dải động cao và giới thiệu SLI (Giao diện liên kết có thể mở rộng) và khả năng PureVideo (tích hợp một phần cứng MPEG-2, VC-1, Windows Media Video và giải mã H.264 và xử lý hậu kỳ video được tăng tốc hoàn toàn).

### GeForce 7 series
GeForce thế hệ thứ bảy (G70 / NV47) đã được ra mắt vào tháng 6 năm 2005 và là dòng card màn hình Nvidia cuối cùng có thể hỗ trợ xe buýt AGP. Thiết kế là phiên bản tinh chỉnh của GeForce 6, với những cải tiến chính là đường ống được mở rộng và tăng tốc độ xung nhịp. GeForce 7 cũng cung cấp tính minh bạch mới SuperSampling và tính minh bạch cách liền lạc chống răng cưa chế độ (TSAA và TMAA). Các chế độ khử răng cưa mới này sau đó cũng được kích hoạt cho dòng GeForce 6. GeForce 7950GT nổi bật với GPU hiệu suất cao nhất với giao diện AGP trong dòng Nvidia. Thời đại này bắt đầu quá trình chuyển đổi sang giao diện PCI-Express.
Một biến thể 128 bit, 8 ROP của 7950 GT, được gọi là RSX 'Bộ tổng hợp thực tế', được sử dụng làm GPU chính trong Sony PlayStation 3.

### GeForce 8 series
Được phát hành vào ngày 8 tháng 11 năm 2006, GeForce thế hệ thứ tám (ban đầu được gọi là G80) là GPU đầu tiên hỗ trợ đầy đủ Direct3D 10. Được sản xuất bằng quy trình 90 nm và được xây dựng xung quanh kiến trúc vi mô Tesla mới, nó đã triển khai mô hình đổ bóng hợp nhất mới.. Ban đầu chỉ có mẫu 8800GTX được ra mắt, trong khi biến thể GTS được phát hành vài tháng trong vòng đời của dòng sản phẩm và phải mất gần sáu tháng để các thẻ tầm trung và OEM / chính được tích hợp vào loạt 8. Cái chết co lại xuống 65nm và bản sửa đổi cho thiết kế G80, có tên mã G92, đã được triển khai thành loạt 8 với 8800GS, 8800GT và 8800GTS-512, được phát hành lần đầu tiên vào ngày 29 tháng 10 năm 2007, gần một năm sau khi phát hành G80 ban đầu.

### GeForce 9 series and 100 series
Sản phẩm đầu tiên được phát hành vào ngày 21 tháng 2 năm 2008. Thậm chí không quá bốn tháng so với bản phát hành G92 ban đầu, tất cả các thiết kế 9-series chỉ đơn giản là sửa đổi cho các sản phẩm 8-series hiện có. 9800GX2 sử dụng hai GPU G92, như được sử dụng trong 8800 thẻ sau này, trong cấu hình PCB kép trong khi vẫn chỉ yêu cầu một khe cắm PCI-Express 16x duy nhất. 9800GX2 sử dụng hai bus bộ nhớ 256 bit riêng biệt, một cho mỗi GPU và 512 MB bộ nhớ tương ứng, tương đương với tổng bộ nhớ 1 GB trên thẻ (mặc dù cấu hình SLI của chip yêu cầu phản chiếu bộ đệm khung giữa hai chip, do đó có hiệu quả giảm một nửa hiệu suất bộ nhớ của cấu hình 256 bit / 512MB). 9800GTX sau này có GPU G92 duy nhất, bus dữ liệu 256 bit và bộ nhớ GDDR3 512 MB..
Trước khi phát hành, không có thông tin cụ thể nào được biết ngoại trừ các quan chức tuyên bố các sản phẩm thế hệ tiếp theo có sức mạnh xử lý gần 1 TFLOPS với lõi GPU vẫn được sản xuất trong quy trình 65 nm và báo cáo về việc Nvidia hạ thấp tầm quan trọng của Direct3D  10.1. Vào tháng 3 năm 2009, một số nguồn tin cho biết Nvidia đã lặng lẽ tung ra một loạt sản phẩm GeForce mới, cụ thể là GeForce 100 Series, bao gồm các bộ phận 9 Series được cải tiến.. Dòng sản phẩm GeForce 100 không có sẵn để mua riêng lẻ.

### GeForce 200 series and 300 series
Dựa trên bộ xử lý đồ họa GT200 bao gồm 1,4 tỷ bóng bán dẫn, có tên mã Tesla, sê -ri 200 được ra mắt vào ngày 16 tháng 6 năm 2008. Thế hệ tiếp theo của dòng GeForce đưa sơ đồ đặt tên thẻ theo hướng mới, bởi thay thế số sê-ri (chẳng hạn như 8800 cho thẻ 8 sê-ri) bằng hậu tố GTX hoặc GTS (được sử dụng ở cuối tên thẻ, biểu thị 'thứ hạng' của chúng trong số các mẫu tương tự khác), sau đó thêm số mô hình như 260 và 280 sau đó. Sê-ri có lõi GT200 mới trên khuôn 65nm. Các sản phẩm đầu tiên là GeForce GTX 260 và GeForce GTX 280 đắt hơn. GeForce 310 được phát hành vào ngày 27 tháng 11 năm 2009, là thương hiệu của GeForce 210. Thẻ 300 series là GPU tương thích DirectX 10.1 được đổi thương hiệu từ dòng 200, không có sẵn cho mua riêng lẻ.

### GeForce 400 series and 500 series
Vào ngày 7 tháng 4 năm 2010, Nvidia đã phát hành 2 card đồ hoạ GeForce GTX 470 và GeForce GTX 480, cả 2 card này đều dựa trên kiến trúc Fermi, codenamed GF100; chúng là những card đồ hoạ đầu tiên sử dụng 1 GB hoặc nhiều hơn bộ nhớ GDDR5. GTX 470 và GTX 480 đều nhận về nhiều chỉ trích tiêu cực do sử dụng nhiều điện năng, nhiệt độ cao, và âm thanh lớn của 2 GPU không cân bằng được với hiệu năng mà cả 2 card này đem lại, mặc dù GTX 480 được giới thiệu là card đồ hoạ chạy DirectX 11 nhanh nhất thời bấy giờ.

Vào tháng 11 năm 2010, Nvidia đã phát hành một GPU hàng đầu mới dựa trên kiến trúc GF100 nâng cao (GF110) được gọi là GTX 580. Nó có hiệu năng cao hơn, sử dụng ít năng lượng, nhiệt và tiếng ồn hơn so với GTX 480 trước đó. GPU này nhận được nhiều đánh giá tốt hơn nhiều so với GTX 480. Nvidia sau đó cũng phát hành GTX 590, gói hai GPU GF110 trên một card.

### GeForce 600 series, 700 series and 800M series

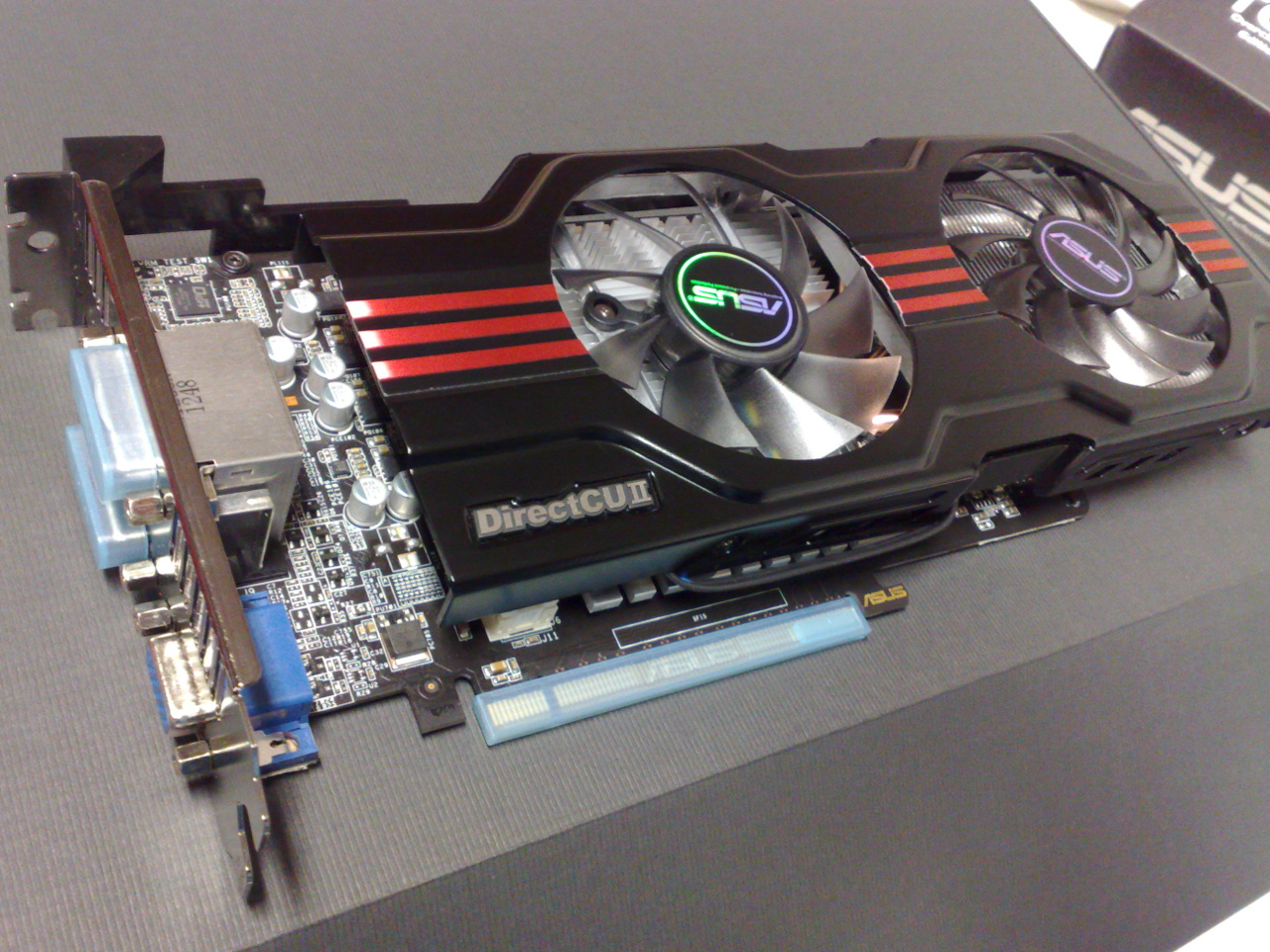
Asus Nvidia GeForce GTX 650 Ti, a PCI Express 3.0 ×16 graphics card

Vào tháng 9 năm 2010, Nvidia tuyên bố rằng người kế nhiệm của vi kiến trúc Fermi sẽ là vi kiến trúc Kepler, được sản xuất với quy trình chế tạo TSMC 28 nm. Trước đó, Nvidia đã được ký hợp đồng cung cấp lõi GK110 hàng đầu của họ để sử dụng trong siêu máy tính "Titan" của Phòng thí nghiệm quốc gia Oak Ridge, dẫn đến sự thiếu hụt lõi GK110. Sau khi AMD ra mắt bản làm mới hàng năm vào đầu năm 2012, dòng Radeon HD 7000, Nvidia đã bắt đầu phát hành dòng GeForce 600 vào tháng 3 năm 2012. Lõi GK104, ban đầu được dành cho phân khúc tầm trung của dòng sản phẩm của họ, trở thành GTX hàng đầu 680. Nó đã giới thiệu những cải tiến đáng kể về hiệu suất, nhiệt và hiệu quả năng lượng so với kiến trúc Fermi và phù hợp chặt chẽ với Radeon HD 7970 hàng đầu của AMD. Nó nhanh chóng được theo sau bởi GK104 GTX 690 và GTX 670, chỉ có một chút cắt giảm Lõi xuống GK104 và có hiệu năng rất gần với GTX 680.
Với GTX TITAN, Nvidia cũng phát hành GPU Boost 2.0, cho phép tốc độ xung nhịp GPU tăng vô hạn cho đến khi đạt đến giới hạn nhiệt độ do người dùng đặt mà không vượt qua tốc độ quạt tối đa do người dùng chỉ định. Bản phát hành cuối cùng của GeForce 600 là GTX 650 Ti BOOST dựa trên lõi GK106, để đáp ứng với bản phát hành Radeon HD 7790 của AMD. Vào cuối tháng 5 năm 2013, Nvidia đã công bố loạt 700, vẫn dựa trên kiến trúc Kepler, tuy nhiên nó có thẻ dựa trên GK110 ở đầu dòng. GTX 780 là một TITAN giảm nhẹ, đạt được hiệu suất gần như tương đương với hai phần ba giá. Nó có thiết kế làm mát tham chiếu tiên tiến tương tự, nhưng không có lõi chính xác kép được mở khóa và được trang bị bộ nhớ 3 GB.
Đồng thời, Nvidia đã công bố ShadowPlay, một giải pháp chụp màn hình sử dụng bộ mã hóa H.264 tích hợp được tích hợp trong kiến trúc Kepler mà Nvidia chưa tiết lộ trước đây. Nó có thể được sử dụng để ghi lại trò chơi mà không cần thẻ chụp và với hiệu suất giảm không đáng kể so với các giải pháp ghi phần mềm và có sẵn ngay cả trên các thẻ GeForce 600 thế hệ trước. Tuy nhiên, bản beta phần mềm cho ShadowPlay đã trải qua nhiều lần trì hoãn và sẽ không được phát hành cho đến cuối tháng 10 năm 2013. Một tuần sau khi phát hành GTX 780, Nvidia đã công bố GTX 770 là thương hiệu của GTX 680. bởi GTX 760 ngay sau đó, cũng dựa trên lõi GK104 và tương tự như GTX 660 Ti. Không có hơn 700 thẻ series được thiết lập để phát hành vào năm 2013, mặc dù Nvidia đã công bố G-Sync, một tính năng khác của kiến trúc Kepler mà Nvidia đã không đề cập đến, cho phép GPU kiểm soát linh hoạt tốc độ làm mới của các màn hình tương thích G-Sync sẽ phát hành vào năm 2014, để chống rách và rung. Tuy nhiên, vào tháng 10, AMD đã phát hành R9 290X, có giá thấp hơn 100 đô la so với GTX 780. Đáp lại, Nvidia đã giảm giá của GTX 780 xuống 150 đô la và phát hành GTX 780 Ti, có GK110 đầy đủ 2880 lõi. lõi thậm chí còn mạnh hơn GTX TITAN, cùng với các cải tiến cho hệ thống cung cấp năng lượng đã cải thiện khả năng ép xung và quản lý để vượt lên trước bản phát hành mới của AMD.
Sê-ri GeForce 800M bao gồm các bộ phận sê-ri 700M được đổi thương hiệu dựa trên kiến trúc Kepler và một số bộ phận cấp thấp hơn dựa trên kiến trúc Maxwell mới hơn.

### GeForce 900 series
Vào tháng 3 năm 2013, Nvidia tuyên bố rằng người kế nhiệm Kepler sẽ là vi kiến trúc Maxwell. It was released in September 2014. This was the last GeForce series to support analog video output through DVI-I.

### GeForce 10 series
Vào tháng 3 năm 2014, Nvidia tuyên bố rằng người kế nhiệm Maxwell sẽ là vi kiến trúc Pascal; công bố vào ngày 6 tháng 5 năm 2016 và phát hành vào ngày 27 tháng 5 năm 2016. Những cải tiến về kiến trúc bao gồm:
Trong Pascal, một SM (bộ xử lý đa luồng) bao gồm 64 lõi CUDA, một số giống hệt với GCN CU của AMD (đơn vị tính toán). Maxwell đóng gói 128, Kepler 192, Fermi 32 và Tesla chỉ có 8 lõi CUDA vào một SM; GP100 SM được phân chia thành hai khối xử lý, mỗi khối có 32 lõi CUDA chính xác đơn, bộ đệm lệnh, bộ lập lịch dọc, 2 đơn vị ánh xạ kết cấu và 2 đơn vị điều phối.
- GDDR5X - Chuẩn bộ nhớ mới hỗ trợ tốc độ dữ liệu 10Gbit / s và bộ điều khiển bộ nhớ được cập nhật. Chỉ có Nvidia Titan X (và Titan Xp), GTX 1080, GTX 1080 Ti và GTX 1060 (Phiên bản 6 GB) hỗ trợ GDDR5X. GTX 1070 Ti, GTX 1070, GTX 1060 (phiên bản 3 GB), GTX 1050 Ti và GTX 1050 sử dụng GDDR5.[18]
- Bộ nhớ hợp nhất - Kiến trúc bộ nhớ, trong đó CPU và GPU có thể truy cập cả bộ nhớ hệ thống chính và bộ nhớ trên card đồ họa với sự trợ giúp của công nghệ có tên là "Công cụ di chuyển trang".
- NVLink - Một bus băng thông cao giữa CPU và GPU và giữa nhiều GPU. Cho phép tốc độ truyền cao hơn nhiều so với tốc độ có thể đạt được bằng cách sử dụng PCI Express; ước tính cung cấp từ 80 đến 200 GB/s.[19][20]
- Các phép toán dấu phẩy động 16 bit (FP16) có thể được thực thi với tốc độ gấp đôi tốc độ của các phép toán dấu phẩy động 32 bit ("độ chính xác đơn")[21] và các phép toán dấu phẩy động 64 bit ("độ chính xác kép") được thực hiện ở một nửa tốc độ của các phép toán dấu phẩy động 32 bit (tỷ lệ Maxwell 1/32).[22]

### GeForce 20 series
Vào tháng 8 năm 2018, Nvidia đã công bố người kế nhiệm GeForce cho Pascal. Tên kiến trúc vi mô mới đã được tiết lộ là "Turing" tại hội nghị Siggraph 2018. Kiến trúc vi mô GPU mới này nhằm mục đích tăng tốc hỗ trợ dò tia thời gian thực và AI Inferences. Nó có tính năng Ray Trace (RT Core) mới có thể dành bộ xử lý cho việc dò tia trong phần cứng. Nó hỗ trợ phần mở rộng DXR trong Microsoft DirectX 12. Nvidia tuyên bố kiến trúc mới nhanh hơn đến 6 lần so với kiến trúc Pascal cũ. Một thiết kế lõi Tenor hoàn toàn mới kể từ khi Volta giới thiệu khả năng tăng tốc học sâu AI, cho phép sử dụng DLSS (siêu mẫu học sâu), một hình thức khử răng cưa mới sử dụng AI để cung cấp hình ảnh sắc nét hơn với ít ảnh hưởng hơn đến hiệu suất. Nó cũng thay đổi đơn vị thực thi số nguyên có thể thực thi song song với đường dẫn dữ liệu dấu phẩy động. Một kiến trúc bộ đệm hợp nhất mới tăng gấp đôi băng thông so với các thế hệ trước cũng đã được công bố. Các GPU mới đã được tiết lộ là Quadro RTX 8000, Quadro RTX 6000 và Quadro RTX 5000. Quadro RTX 8000 cao cấp có 4.608 lõi CUDA và 576 lõi Tenor với 48GB VRAM. Nvidia dự kiến GPU Quadro dựa trên Turing sẽ được phát hành vào quý 4 năm 2018. Sau đó, trong cuộc họp báo Gamescom, CEO Jensen Huang của NVIDIA, đã tiết lộ loạt GeForce RTX mới với RTX 2080 Ti, 2080 và 2070 sẽ sử dụng kiến trúc Turing. Các thẻ Turing đầu tiên dự kiến sẽ được gửi đến người tiêu dùng vào ngày 20 tháng 9 năm 2018. Nvidia đã công bố RTX 2060 vào ngày 6 tháng 1 năm 2019 tại CES 2019.

### GeForce 16 series
Dòng GeForce 16 dựa trên cùng một kiến trúc Turing được sử dụng trong Dòng GeForce 20, với những thay đổi về việc bỏ qua các lõi Tensor (AI) và RT (Ray traycing) duy nhất cho dòng thứ hai để mang lại giải pháp đồ họa hợp lý hơn cho game thủ trong khi  vẫn đạt được hiệu suất cao hơn so với các thẻ tương ứng của các thế hệ GeForce trước.

### GeForce 20 Super series
Vào ngày 2 tháng 7 năm 2019, the GeForce RTX Super line of cards was announced, which comprises higher-spec versions of the 2060, 2070 and 2080. RTX 2070 và RTX 2080 đã bị ngừng sản xuất.

## Danh pháp
Từ dòng GeForce 4 cho đến dòng GeForce 9, sơ đồ đặt tên bên dưới được sử dụng.
| Loại card đồ họa | Vùng chỉ số | Hậu tố                                                                                 | Vùng giá (USD) | Shader amount | Dung lượng  | Dung lượng     | Dung lượng | Sản phẩm mẫu                    |
| Loại card đồ họa | Vùng chỉ số | Hậu tố                                                                                 | Vùng giá (USD) | Shader amount | Loại        | Chiều rộng bus | Kích thước | Sản phẩm mẫu                    |
| ---------------- | ----------- | -------------------------------------------------------------------------------------- | -------------- | ------------- | ----------- | -------------- | ---------- | ------------------------------- |
| Entry-level      | 000–550     | SE, LE, no suffix, GS, GT, Ultra                                                       | < $100         | < 25%         | DDR, DDR2   | 25–50%         | ~25%       | GeForce 9400GT, GeForce 9500GT  |
| Mid-range        | 600–750     | VE, LE, XT, no suffix, GS, GSO, GT, GTS, Ultra                                         | $100–175       | 25–50%        | DDR2, GDDR3 | 50–75%         | 50–75%     | GeForce 9600GT, GeForce 9600GSO |
| High-end         | 800–950     | VE, LE, ZT, XT, no suffix, GS, GSO, GT, GTO, GTS, GTX, GTX+, Ultra, Ultra Extreme, GX2 | > $175         | 50–100%       | GDDR3       | 75–100%        | 50–100%    | GeForce 9800GT, GeForce 9800GTX |

Kể từ khi phát hành dòng GPU GeForce 100, Nvidia đã thay đổi sơ đồ đặt tên sản phẩm của họ thành sơ đồ bên dưới.
| Category of graphics card | Prefix           | Number range (last 2 digits) | Price range (USD) | Shader amount | Memory                   | Memory    | Memory  | Example products                                             |
| Category of graphics card | Prefix           | Number range (last 2 digits) | Price range (USD) | Shader amount | Type                     | Bus width | Size    | Example products                                             |
| ------------------------- | ---------------- | ---------------------------- | ----------------- | ------------- | ------------------------ | --------- | ------- | ------------------------------------------------------------ |
| Entry-level               | no prefix, G, GT | 00–45                        | < $100            | < 25%         | DDR2, GDDR3, GDDR5, DDR4 | 25–50%    | ~25%    | GeForce GT 430, GeForce GT 730, GeForce GT 1030              |
| Mid-range                 | GTS, GTX         | 50–65                        | $100–300          | 25–50%        | GDDR3, GDDR5(X)          | 50–75%    | 50–100% | GeForce GTX 760, GeForce GTX 960, GeForce GTX 1060(6GB)      |
| High-end                  | GTX, RTX         | 70–95                        | > $300            | 50–100%       | GDDR5, GDDR5X, GDDR6     | 75–100%   | 75–100% | GeForce GTX 980 Ti, GeForce GTX 1080 Ti, GeForce RTX 2080 Ti |

1. ↑  Các hậu tố cho biết lớp hiệu suất của nó và những hậu tố được liệt kê theo thứ tự từ yếu nhất đến mạnh nhất.  Các hậu tố từ các danh mục thấp hơn vẫn có thể được sử dụng trên các thẻ hiệu suất cao hơn, ví dụ: GeForce 8800 GT
2. 1 2  Khoảng giá chỉ áp dụng cho thế hệ gần đây nhất và là mức tổng quát dựa trên các mẫu định giá.
3. 1 2  Lượng bóng đổ so sánh số lượng đường ống hoặc đơn vị tạo bóng trong phạm vi mô hình cụ thể đó với mô hình cao nhất có thể trong thế hệ.

- Earlier cards such as the GeForce4 follow a similar pattern.
- cf. Nvidia's Performance Graph here.

## Trình điều khiển thiết bị đồ họa

### Độc quyền
Nvidia phát triển và xuất bản trình điều khiển GeForce cho Windows 10 x86 / x86-64 trở lên, Linux x86 / x86-64 / ARMv7-A, OS X 10.5 trở lên, Solaris x86 / x86-64 và FreeBSD x86 / x86-64. Một phiên bản hiện tại có thể được tải xuống từ Nvidia và hầu hết các bản phân phối Linux có chứa nó trong kho lưu trữ của riêng họ. Trình điều khiển Nvidia GeForce 340.24 từ ngày 8 tháng 7 năm 2014 hỗ trợ giao diện EGL cho phép hỗ trợ Wayland kết hợp với trình điều khiển này. Điều này có thể khác với thương hiệu Nvidia Quadro, dựa trên phần cứng giống hệt nhau nhưng có trình điều khiển thiết bị đồ họa được chứng nhận OpenGL.
Hỗ trợ cơ bản cho giao diện cài đặt chế độ DRM dưới dạng mô-đun hạt nhân mới có tên nvidia-modeet.ko đã có sẵn kể từ phiên bản 358,09 beta. Bộ điều khiển hiển thị của Nvidia hỗ trợ trên các GPU được hỗ trợ được tập trung trong nvidia-modeet.ko. Tương tác hiển thị truyền thống (chế độ X11, OpenGL SwapBuffers, trình bày VDPAU, SLI, âm thanh nổi, framelock, G-Sync, v.v.) bắt đầu từ các thành phần trình điều khiển chế độ người dùng khác nhau và chuyển sang nvidia-modeet.ko.
Cùng ngày API đồ họa Vulkan được phát hành công khai, Nvidia đã phát hành trình điều khiển hỗ trợ đầy đủ.
- Trình điều khiển kế thừa:Trình điều khiển GeForce 71.x cung cấp hỗ trợ cho các dòng RIVA TNT, RIVA TNT2, GeForce 256 và GeForce 2
- Trình điều khiển GeForce 96.x cung cấp hỗ trợ cho dòng GeForce 2, dòng GeForce 3 và dòng GeForce 4
- Trình điều khiển GeForce 173.x cung cấp hỗ trợ cho dòng GeForce FX
- Trình điều khiển GeForce 304.x cung cấp hỗ trợ cho GeForce 6 series và GeForce 7 series
- Trình điều khiển GeForce 340.x cung cấp hỗ trợ cho Tesla 1 và 2, dựa trên sê-ri GeForce 8 - sê-ri GeForce 300
- Trình điều khiển GeForce 390.x cung cấp hỗ trợ cho Fermi, tức là loạt GeForce 400 - Dòng GeForce 500

Thông thường, trình điều khiển cũ cũng có tính năng hỗ trợ cho các GPU mới hơn, nhưng vì các GPU mới hơn được hỗ trợ bởi số trình điều khiển GeForce mới hơn thường cung cấp nhiều tính năng hơn và hỗ trợ tốt hơn, người dùng cuối được khuyến khích luôn sử dụng số trình điều khiển cao nhất có thể.
Trình điều khiển hiện tại:Trình điều khiển GeForce mới nhất cung cấp hỗ trợ cho các GPU dựa trên Kepler-, Maxwell-, dựa trên Pascal và Turing.